# 鳐-X
鳐-X隱形無人戰鬥機（韩语：가오리-X）是韓国国防科学研究所于1999年立项，目前正在研制中的下一代隱形無人戰鬥機。为韓国军事战略项目之一。

## 历史

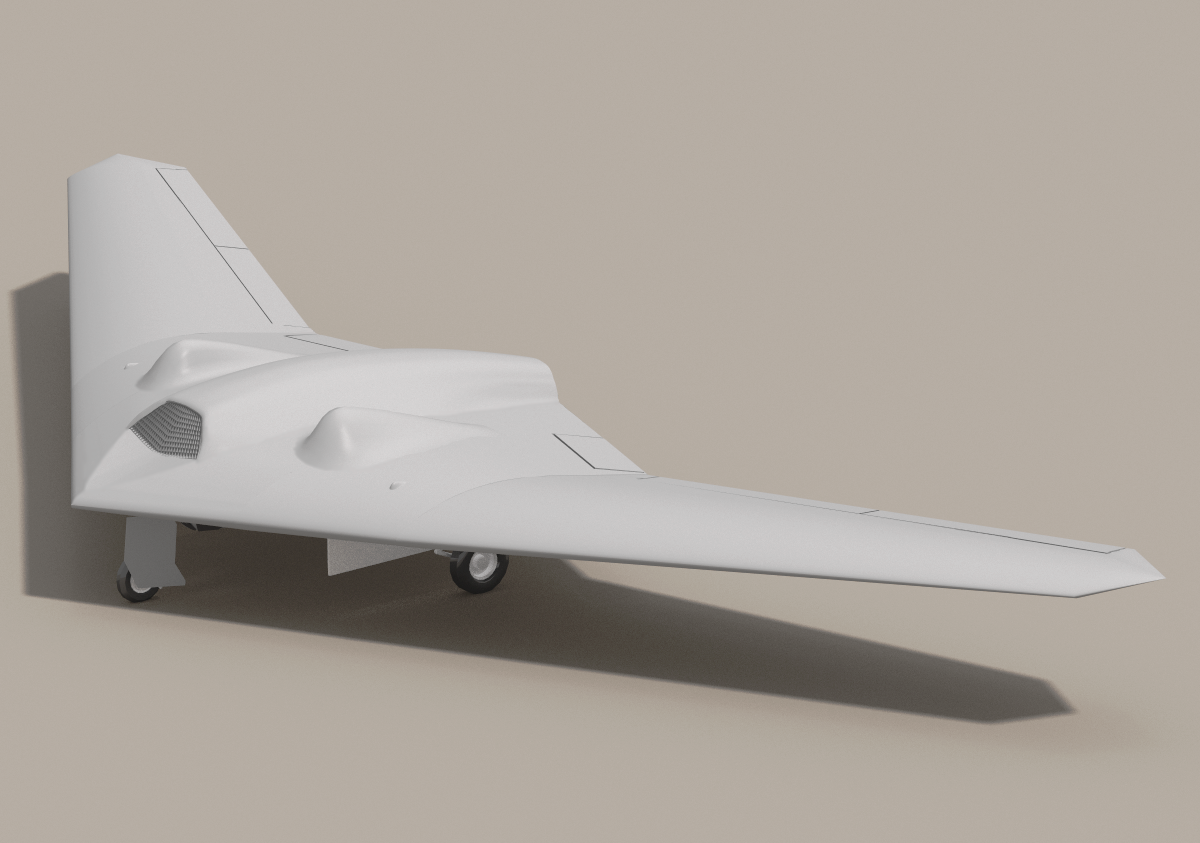
RQ-170侦查机，外觀與鳐-X類似

韓國國防科学研究所從1999年開始，開始進行隱身外形設計技術與電波吸波材料技術的研發，進行了頻率選擇性電波傳輸複合技術、電波吸波複合材料等關鍵技術的研發專案。結構技術、紅外線吸收材料技術。此外，它還獲得了隱身解釋和測量能力，並以研究設施為基礎開展了隱身無人戰鬥機技術驗證項目，並於2015年成功首飛。第二個技術示範項目從2017年開始進行，透過這個示範項目，我們正在進行提升隱身性能、提升飛行性能的研究，同時進行隱身無人戰機作戰概念研究。
2020年8月5日，在韓國國防科学研究所成立50週年紀念活動上，韓國隱形飛機「鳐-X」首次亮相。 「鳐-X」在未來核心技術領域被歸類為“低可侦测性技术尾翼技術演示機”，預計將逐步發展成為無人隱身監視偵察機和戰鬥機。未來。韓國國防科学研究所正在研發韓國第一架隱形飛機，目前已達到約70%的技術水準。

## 規格
；一般特徵
- 長度： 10.4 m
- 翼展： 14.8 m
- 重量：10噸

表現
- 飛行時間： 3小時
- 最大速度：0.5馬赫
- 工作高度：10公里